# Кабанськ
Кабанськ (рос. Кабанск) — село Кабанського району, Бурятії Росії. Входить до складу Сільського поселення Кабанське.
Населення — 6038 осіб (2015 рік).
Засноване 1678 року.